# Charles Debierre
Charles Debierre, né le 31 octobre 1853 à Ételfay (Somme) et mort le 8 mars 1932 à Lille (Nord), est un homme politique français.

## Biographie
Fils de cultivateurs, il fait des études de médecine à Amiens, puis devient médecin militaire en 1878. En 1883, il devient professeur agrégé de médecine à Lyon, puis enseigne à Lille, où il est titulaire de la chaire d'anatomie, à partir de 1888. Il publie en 1896 un Atlas d'Ostéologie traduit en plusieurs langues.
Il adhère assez jeune au Parti radical-socialiste, il fonde en 1901 l'Université populaire de Lille, il milite pour la révision du procès Dreyfus. Élu conseiller municipal en 1896, il est premier adjoint au maire de Lille et administrateur des hospices. Il dirige le Parti radical dans le Nord. Il est sénateur du Nord de 1911 à 1932. Inscrit au groupe de la Gauche démocratique. En 1917, il est élu président du comité exécutif du parti radical et radical-socialiste.
Charles Debierre est initié en franc-maçonnerie en 1879 au sein de la loge « L’école mutuelle ». Il reste affilié à cet atelier jusqu'en 1898, date à laquelle il rejoint la loge « La Lumière du Nord », à l'orient de Lille. Il en est le vénérable maître de 1900 à sa mort soit pendant 32 années. Il est élu membre du conseil de l'ordre du Grand Orient de France en 1910 et prend la présidence de l'obédience de 1911 à 1913, puis de 1920 à 1921.
En 1921, il est l'un des fondateurs de la Ligue de la République.
Il meurt le 8 mars 1932, son éloge funèbre est prononcé par le président Albert Lebrun.

## Distinctions
- Chevalier de la Légion d'honneur par décret du 28 mars 1900[3].
- Officier de l'ordre des Palmes académiques anciennement Officier de l'ordre de l'Instruction publique

## Hommage
Une rue de Lille et de Grande-Synthe porte son nom.

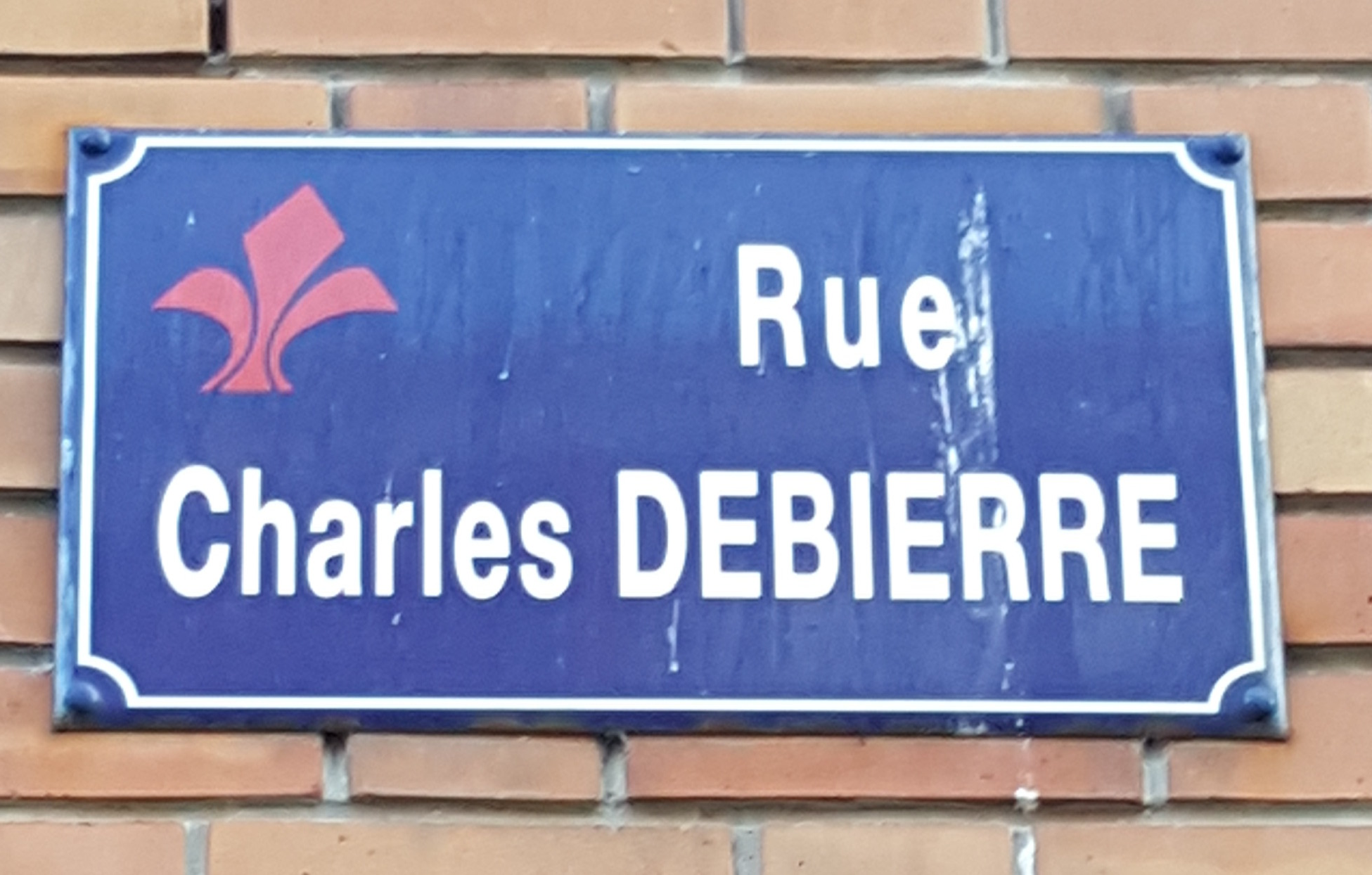
Plaque de rue Charles Debierre à Lille

### bibliographie
- « Charles Debierre », dans le Dictionnaire des parlementaires français (1889-1940), sous la direction de Jean Jolly, PUF, 1960 [détail de l’édition]
- Collectif (préf. Daniel Keller), Les grands maîtres du Grand Orient de France : Du XVIIIe siècle à nos jours, Conform Edition, juin 2016, 125 p. (ISBN 978-2-917075-72-2).